# Jorge Díaz de León
Jorge Alberto Díaz de León Luque (ur. 18 marca 1984 w San Luis Potosí) – meksykański piłkarz występujący na pozycji bramkarza.

## Kariera klubowa
Díaz jest wychowankiem pierwszoligowego Tigres UANL, jednak nie zanotował ani jednego występu w pierwszym składzie drużyny z Monterrey. Sezony Apertura 2007 i Clausura 2008 spędził na wypożyczeniu w drugoligowym Alacranes de Durango, natomiast w lipcu 2008 przeszedł do Querétaro FC, także występującego w Primera A.
Pełnił tutaj funkcję rezerwowego golkipera, jednak po roku awansował z zespołem Gallos Blancos do Primera División. Podstawowym graczem Querétaro został wiosną 2011, po odejściu z drużyny Argentyńczyka Carlosa Bossio. Wtedy też zadebiutował w najwyższej klasie rozgrywkowej, 8 stycznia w zremisowanym 2:2 meczu z Tigres UANL. Łącznie w sezonie Clausura 2011 rozegrał 17 spotkań i były to jego jedyne występy w barwach Querétaro w pierwszej lidze.
Latem 2011 Díaz powrócił do Tigres UANL, zostając rezerwowym bramkarzem dla Enrique Palosa.
| Klub      | Sezon     | Kraj    | Rozgrywki        | Liga  | Liga |
| Klub      | Sezon     | Kraj    | Rozgrywki        | Mecze | Gole |
| --------- | --------- | ------- | ---------------- | ----- | ---- |
| UANL      | 2004–2005 | Meksyk  | Primera División | 0     | 0    |
| UANL      | 2005–2006 | Meksyk  | Primera División | 0     | 0    |
| UANL      | 2006–2007 | Meksyk  | Primera División | 0     | 0    |
| Alacranes | 2007–2008 | Meksyk  | Primera A        | 26    | 0    |
| Querétaro | 2008–2009 | Meksyk  | Primera A        | 4     | 0    |
| Querétaro | 2009–2010 | Meksyk  | Primera División | 0     | 0    |
| Querétaro | 2010–2011 | Meksyk  | Primera División | 17    | 0    |
| UANL      | 2011–2012 | Meksyk  | Primera División | 0     | 0    |
| Łącznie   | Łącznie   | Łącznie | Łącznie          | 47    | 0    |